# Cornel Wilde
Cornel Wilde, pseudonimo di Kornél Lajos Weisz (Prievidza, 13 ottobre 1912 – Los Angeles, 16 ottobre 1989), è stato un attore e regista ungherese naturalizzato statunitense.

## Biografia

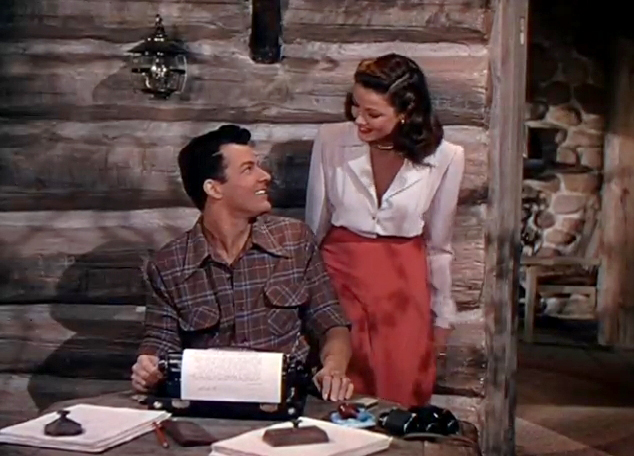
Cornel Wilde nel 1945 con Gene Tierney in Femmina folle (Leave Her to Heaven)

Cornel Wilde (Cornelius Louis Wilde) nacque in Ungheria da famiglia ebraica, in una cittadina che poi venne integrata in territorio cecoslovacco (attualmente si trova in Slovacchia). Nel 1920 emigrò negli Stati Uniti con i genitori e la sorella Edith. Nel 1940 venne notato dai produttori di Hollywood mentre recitava a Broadway in Romeo e Giulietta, nel ruolo di Tebaldo. Sposato dal 1937 con Patricia Knight, il matrimonio durò fino al 1951, quando Wilde incontrò l'attrice Jean Wallace, che sposò in seconde nozze e con la quale interpretò diversi film negli anni cinquanta.
Tra le sue interpretazioni, sono da ricordare il ruolo di Fryderyk Chopin in L'eterna armonia (1945), per il quale venne candidato all'Oscar, il melodramma Femmina folle (1945), accanto a Gene Tierney, e il ruolo dell'acrobata Sebastian in Il più grande spettacolo del mondo (1952) di Cecil B. DeMille. Nel 1950 fondò una propria casa di produzione, con la quale produsse il film noir La polizia bussa alla porta (1955) che interpretò accanto alla moglie Jean Wallace. Tra i vari film in cui fu regista e interprete, La preda nuda (1966), girato in Sudafrica. Divorziò da Jean Wallace nel 1981.
Wilde morì sul finire degli anni ottanta, di leucemia.

## Filmografia parziale

### Attore

#### Cinema
- Una pallottola per Roy (High Sierra), regia di Raoul Walsh (1941)
- Fior di neve (Wintertime), regia di John Brahm (1943)
- L'eterna armonia (A Song to Remember), regia di Charles Vidor (1945)
- Notti d'oriente (A Thousand and One Nights), regia di Alfred E. Green (1945)
- Femmina folle (Leave Her to Heaven), regia di John M. Stahl (1945)
- Il figlio di Robin Hood (The Bandit of Sherwood Forest), regia di Henry Levin (1946)
- Bellezze rivali (Centennial Summer), regia di Otto Preminger (1946)
- Splendida incertezza (The Homestretch),regia di H. Bruce Humberstone (1947)
- Ambra (Forever Amber), regia di Otto Preminger (1947)
- L'uomo dei miei sogni (It Had to Be You), regia di Rudolph Maté (1947)
- Le mura di Gerico (The Walls of Jericho), regia di John M. Stahl (1948)
- I quattro rivali (Road House), regia di Jean Negulesco (1948)
- Fiori nel fango (Shockproof), regia di Douglas Sirk (1949)
- Due bandiere all'ovest (Two Flags West), regia di Robert Wise (1950)
- Il più grande spettacolo del mondo (The Greatest Show on Earth), regia di Cecil B. DeMille (1952)
- I figli dei moschettieri (At Sword's Point), regia di Lewis Allen (1952)
- La conquista della California (California Conquest), regia di Lew Landers (1952)
- L'altra bandiera (Operation Secret), regia di Lewis Seiler (1952)
- Il tesoro dei condor (Treasure of the Golden Condor), regia di Delmer Daves (1953)
- Saadia, regia di Albert Lewin (1953)
- Stella dell'India (Star of India), regia di Arthur Lubin (1954)
- Il mondo è delle donne (Woman's World), regia di Jean Negulesco (1954)
- Il cavaliere implacabile (Passion), regia di Allan Dwan (1954)
- La polizia bussa alla porta (The Big Combo), regia di Joseph H. Lewis (1955)
- Duello di spie (The Scarlet Coat), regia di John Sturges (1955)
- La paura bussa alla porta (Storm Fear), regia di Cornel Wilde (1955)
- La donna venduta (Hot Blood), regia di Nicholas Ray (1956)
- Oltre Mombasa (Beyond Mombasa), regia di George Marshall (1956)
- Le avventure e gli amori di Omar Khayyam (Omar Khayyam), regia di William Dieterle (1957)
- La curva del diavolo (The Devil's Hairpin), regia di Cornel Wilde (1957)
- Maracaibo, regia di Cornel Wilde (1958)
- Sull'orlo dell'abisso (Edge of Eternity), regia di Don Siegel (1959)
- Costantino il Grande, regia di Lionello De Felice (1962)
- Ginevra e il cavaliere di re Artù (Lancelot and Guinevere), regia di Cornel Wilde (1963)
- La preda nuda (The Naked Prey), regia di Cornel Wilde (1966)
- Spiaggia rossa (Beach Red), regia di Cornel Wilde (1967)
- The Comic, regia di Carl Reiner (1969)
- 2000: la fine dell'uomo (No Blade of Grass), regia di Cornel Wilde (1970)
- Tra squali tigre e desperados (Sharks' Treasure), regia di Cornel Wilde (1975)
- Il principe Thorvald (The Norseman), regia di Charles B. Pierce (1978)
- The Fifth Musketeer, regia di Ken Annakin (1979)

#### Televisione
- General Electric Theater – serie TV, episodi 3x22-10x07 (1955-1961)
- The Greatest Show on Earth – serie TV, episodio 1x17 (1964)
- I Gorgoni (Gargoyles), regia di Bill L. Norton – film TV (1972)
- La signora in giallo (Murder, She Wrote) – serie TV, episodio 4x05 (1987)

### Regista
- La paura bussa alla porta (1955)
- La curva del diavolo (1957)
- Maracaibo (1958)
- Ginevra e il cavaliere di re Artù (1963)
- La preda nuda (1966)
- Spiaggia rossa (1967)
- 2000: la fine dell'uomo (1970)
- Tra squali tigre e desperados (1975)

## Doppiatori italiani
- Giulio Panicali in L'eterna armonia, Il figlio di Robin Hood, Ambra, L'uomo dei miei sogni, I quattro rivali, Fiori nel fango, Due bandiere all'Ovest, Il più grande spettacolo del mondo, La conquista della California, Saadia, Il mondo è delle donne, La donna venduta, Oltre Mombasa, Sull'orlo dell'abisso
- Stefano Sibaldi in Bellezze rivali, Le mura di Gerico, I figli dei moschettieri, Stella dell'India, Il cavaliere implacabile
- Emilio Cigoli in Il tesoro dei condor, La polizia bussa alla porta, Duello di spie, La paura bussa alla porta
- Giuseppe Rinaldi in Una pallottola per Roy, Ginevra e il cavaliere di re Artù
- Augusto Marcacci in L'altra bandiera
- Sergio Fantoni in Le avventure e gli amori di Omar Khayyam
- Nando Gazzolo in Maracaibo
- Sergio Rossi in Costantino il Grande
- Sergio Graziani in La preda nuda
- Vittorio De Angelis in L'eterna armonia (ridoppiaggio)
- Natalino Libralesso in Femmina folle (ridoppiaggio)
- Romano Malaspina in Ambra (ridoppiaggio)
- Guido De Salvi in I quattro rivali (ridoppiaggio)

## Riconoscimenti
Premi Oscar 1946 – Candidatura all'Oscar al miglior attore per L'eterna armonia